# Fernando Saunders

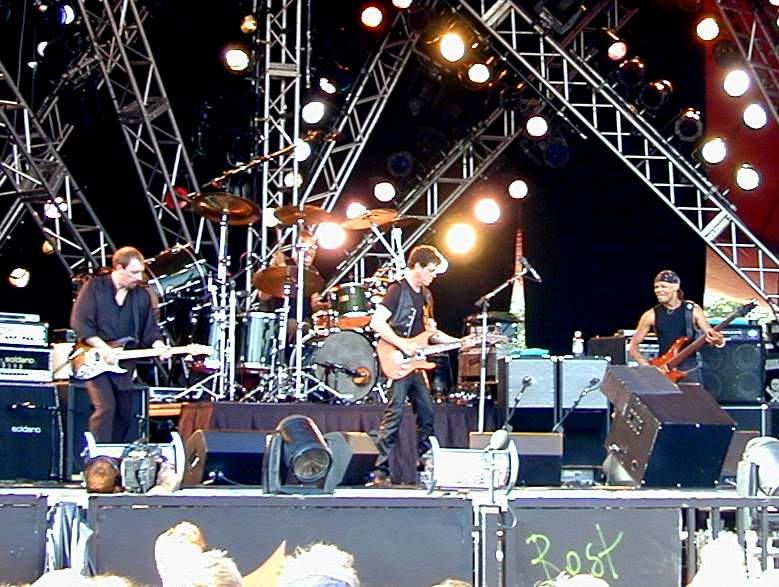
Von links: Mike Rathke, Tony Smith, Lou Reed und Fernando Saunders, 2000

Fernando Saunders (* 17. Januar 1957 in Detroit) ist ein US-amerikanischer Bassist, Musiker, Sänger, Komponist und Produzent. Er hat seit Beginn seiner Karriere in den 1970er Jahren mit vielen Musikgrößen zusammengearbeitet, so etwa mit Lou Reed.

## Biografie
Fernando Saunders war 7 Jahre alt, als die Trompete sein erstes Instrument wurde. Nach Versuchen mit Saxophon, Cello, Schlagzeug, Gitarre und der Malerei kam er mit 13 Jahren zum E-Bass.
Mit 16 Jahren stieß er als Bassist zur Band von Hamilton Bohannon und wurde international bekannt. Parallel besuchte er weiterhin die Schule und machte in den Ferien seinen Schulabschluss.
Nach Saunders kurzer Zusammenarbeit mit Larry Young holte Jan Hammer den bereits gefragten Bassisten in seine Jan Hammer Group. 1976 folgte das Live-Album Jeff Beck with the Jan Hammer Group Live mit ausgedehnter Tournee über 117 Konzerte.
Beginnend mit dem Album The Blue Mask kam es zu einer langjährigen Zusammenarbeit von Saunders mit Lou Reed, die von 1982 bis 1987 und erneut von 1996 bis 2008 andauerte – mit Saunders nicht nur am Bass, sondern auch als Co-Autor und Produzent. In der Zeit dazwischen widmete er sich seiner Solokarriere und veröffentlichte seine ersten beiden Solo-Alben.
Saunders arbeitete live und im Studio für Musiker wie Marianne Faithfull, John McLaughlin, Steve Winwood, Eric Clapton, Jimmy Page, Joe Cocker, Joan Baez, Slash, Heart, Pat Benatar, Tori Amos, Kip Hanrahan und Luciano Pavarotti.

## Stil
Saunders verbrachte seine Kindheit in Detroit, dem Ursprung des Motown-Sounds. Damals gab es keine speziellen Radiosender für Rock, Soul oder Jazz, es gab nur Musik oder nicht. Gospel und Blues lernte er in der Kirche kennen, wo er auch sang.
Sein Stil wurde von Miles Davis, John Coltrane, The Beatles, Jack Bruce, James Brown, Ron Carter, Tim Bogert und James Jamerson beeinflusst. Beispielhaft sei etwa Paul McCartneys Bass-Spiel bei Come Together als Inspiration genannt, das eine Kombination von Melodie und Rhythmus darstellt.
Von Marianne Faithfull und von Lou Reed lernte Saunders die Kraft der Worte und Texte, und wie man musikalisch minimalistisch arbeitet und dennoch viel ausdrücken kann.
Durch seine prägnante, individuelle Spielweise prägte Saunders den Fretless Bass. Sein Stil ist ähnlich eigensinnig wie der von Jaco Pastorius; sein Markenzeichen ist die flüssige Verbindung von Melodie- und Akkordlinien; er verwendet Akkorderweiterungen, Flageoletts, langgezogene Noten und andere Techniken. Er kann seinen Bass in hohen Lagen auch nach einer Steel-Gitarre klingen lassen. Dass Saunders auch singt, macht einen großen Unterschied – er drückt sich über seinen Bass im Sinne einer Stimme aus.
Zum bundlosen Bass kam Saunders bereits während seiner Schulzeit. Ein Mitschüler hatte bei seinem Bass die Bünde herausgenommen und die leeren Stellen mit Klebstoff aufgefüllt. Saunders kopierte dieses Vorgehen bei seinem Instrument und fand es danach einfacher und natürlicher zu spielen; er konnte die Noten in seinen Fingen hören und fühlen – so, als ob diese Ohren wären. Die Zwischentöne, die ein Fretless Bass ermöglicht, sind mit einem Standardbass nicht möglich, was die Ausdrucksmöglichkeiten erheblich erweitert.

## Rezeption
Lou Reed sagte über Saunders, dass er wie kein anderer den Fretless Bass zu einem anerkannten Instrument in der Rockmusik gemacht habe, und er dazu auch noch singen könne.
Marianne Faithfull sagte über Saunders, dass er ein erstklassiger Sänger sei und sein Songwriting eine alternative Ausrichtung mit einer frischen Unschuld habe, die sehr zu ihm passen würde.
Barry Reynolds (Faithfulls Tourgitarrist) meinte, dass Saunders spielen würde wie kein anderer, denn er würde sein Ohr einsetzen und auf das reagieren, was er hört.
Saunders selbst sagte, dass das Schlimme an seiner Karriere sei, dass ihn alle behalten wollten.

## Persönliches
Saunders hat mit dem ungarischen Model Katalin Kállay einen Sohn, András Kállay-Saunders, * 28. Januar 1985, der Sänger, Produzent und Komponist ist. Saunders Tochter, Marisa Kimiko Saunders, * 16. September 1996, ist Bassistin in der Band No Vacation und Produzentin.

## Diskografie (Auswahl)

### Solo
- Cashmere Dreams (1989, Grudge) war Saunders erstes Soloalbum, das er im Wesentlichen auch selbst produzierte und aufführte. Jeweils einen der Songs schrieb er gemeinsam mit Lou Reed und Steve Porcaro.[13] Joe Viglione von AllMusic meinte, dass es eine höchst hörenswerte Scheibe sei, die Aromen von Prince enthalten würde, ohne eine Überdosis Testosteron.[14]
- The Spin (1993, A&M) enthält 14 Songs, von denen die Hälfte von Saunders geschrieben wurde; bei fünf weiteren ist er Co-Autor. Dave Connolly von AllMusic schrieb, dass The Spin ein überzeugendes Beispiel dafür sei, dass Saunders ein Produzent mit viel Potenzial sei und es auf jeden Fall eine Empfehlung wert sei, vor allem, wenn man bereits einige Prince- und Michael-Jackson-Platten in seiner Sammlung habe.[15]
- I Will Break Your Fall (2006, Summit Records) ist weitgehend in jahrelanger Heimarbeit in Saunders eigenem Studio entstanden.[16] Das Album wurde von den tragischen Ereignissen in New York City am 11. September 2001 und dem Hurrikan Katrina (2005) inspiriert.[4] Zu den Gastinterpreten gehörten Marianne Faithfull (Back Street Girl von Jagger/Richards) und Lou Reed (Baton Rouge). Den Titelsong schrieb Saunders gemeinsam mit George Karak.[16] In einem Interview erzählte Saunders, dass es ihm nie darum gegangen sei, schnell eine neue Platte zu machen; er habe sich einfach Zeit gelassen, neues Material zu sammeln, und dann etwas herauszubringen – egal, ob es sich dann verkaufen würde oder nicht, solange er mit seinem Album glücklich sei.[3] J. Scott McClintock von AllMusic meinte, dass Saunders eine schöne Stimme habe – sanft, gefühlvoll und schnörkellos –, und über einen Songwriting-Stil verfüge, der diese Stärken wirkungsvoll ergänzt.[17] Norbert Neugebauer schrieb für Rocktimes, wer ein Bass-Album á la Jaco Pastorius oder Miroslav Vitouš erwarten würde, würde enttäuscht werden; dagegen würden Madonna- und Latino-Fans sicher bei dem einen oder anderen Song erfreut aufhorchen.[16]
- Plant a Seed (2011, EMI) hat Saunders etwa zwei Jahre lang beschäftigt, anfangs an seinem Wohnort in der Schweiz, dann in Ostrava in Tschechien, wohin er Anfang 2010 zog. Lokale Künstler waren bei einigen Songs beteiligt, etwa Karel Holas (Čechomor), und auch bei der Gestaltung des CD-Covers und des Booklets. Zu den Gastinterpreten gehörten Suzanne Vega (Feel Like Crying), Lou Reed (Jesus), und Jan Hammer (Reviens Chérie).[7][18] Unter der Regie von Guillaume Cochinaire entstand zum Titelsong ein animiertes Musikvideo.[2]
- Happiness (2012, Videoradio) enthält neben sechs neuen Songs auch sieben neu gemischte Songs, die bereits auf dem Vorgängeralbum Plant a Seed vertreten waren. Saunders singt in fast allen Songs, spielt Bass, Gitarre, Schlagzeug und Klavier.[19]

### Mit Lou Reed
- The Blue Mask
- Legendary Hearts
- New Sensations
- Mistrial
- Set the Twilight Reeling
- Ecstasy
- The Raven